# Vladimír Babula
Vladimír Babula (24. července 1919, Uherský Brod - 12. listopadu 1966, Praha) byl český redaktor, spisovatel, autor vědecko populárních a vědeckofantastických povídek a románů.

## Životopis
Narodil se v rodině s komunistickým přesvědčením. Ve Zlíně vystudoval Střední uměleckoprůmyslovou školu a pak se uchytil jako ilustrátor dětských knížek. Krátce poté začala válka a on emigroval v obavě ze zatčení do Švýcarska. Po skončení války se vrátil do Československa a začal pracovat jako redaktor severočeského vydání deníku Mladá fronta. Ze severních Čech se přestěhoval do Prahy a zde nastoupil u stejného nakladatelství jako zemědělský redaktor. Pak nastoupil jako dělník v továrně Tatra, ale v roce 1952 se do redakce vrátil. Začal u Mladého technika, který změnil název na Věda a technika mládeži a pod tímto názvem jej začal jako šéfredaktor řídit. Odtud odešel v roce 1960 do ČTK a nakonec se živil jako samostatný novinář. Zemřel brzy, ve věku 47 let.
Měl celkem 3 děti: z prvního manželství syna Dmitrije a dceru Alenu, z druhého manželství syna Tomáše.

## Dílo
Vladimír Babula začal nejdříve vytvářet dětská leporela (např. o čertíkovi Marbulínkovi), pak se pustil do SF románů, které otiskoval na pokračování v jím vedeném časopise VTM (a souběžně v Pionýru), poté je vydala Mladá fronta knižně. O několik let později je Babula vydal znovu v poněkud zkrácené verzi pod názvem Oceánem světelných roků. Mimo tyto romány napsal několik sci-fi povídek do časopisu Pionýr. Také jej zlákal SF autor Rudolf Faukner k společnému napsání a vydání knihy vědecko-populární i přes SF název Kdyby přišli Marťané.... V řadě různých časopisů (Pionýr, Květy) měl otištěny své SF povídky. Všechny tyto práce byly poplatné době vzniku, tedy nadšeně budovatelské.

### Dílo chronologicky
- Signály z vesmíru (1954) - 1. díl trilogie
- Planeta tří sluncí (1954) - 2. díl trilogie
- Přátelé z Hadonoše (1956) - 3. díl trilogie
- Kdyby přišli Marťané aneb Průvodce po Zeměkouli pro návštěvníky z vesmíru (1958)
- Puls nekonečna, novela (1960)
- Oceánem světelných roků (1963) - přepracované vydání předchozí trilogie